# Castelo de Aizuwakamatsu

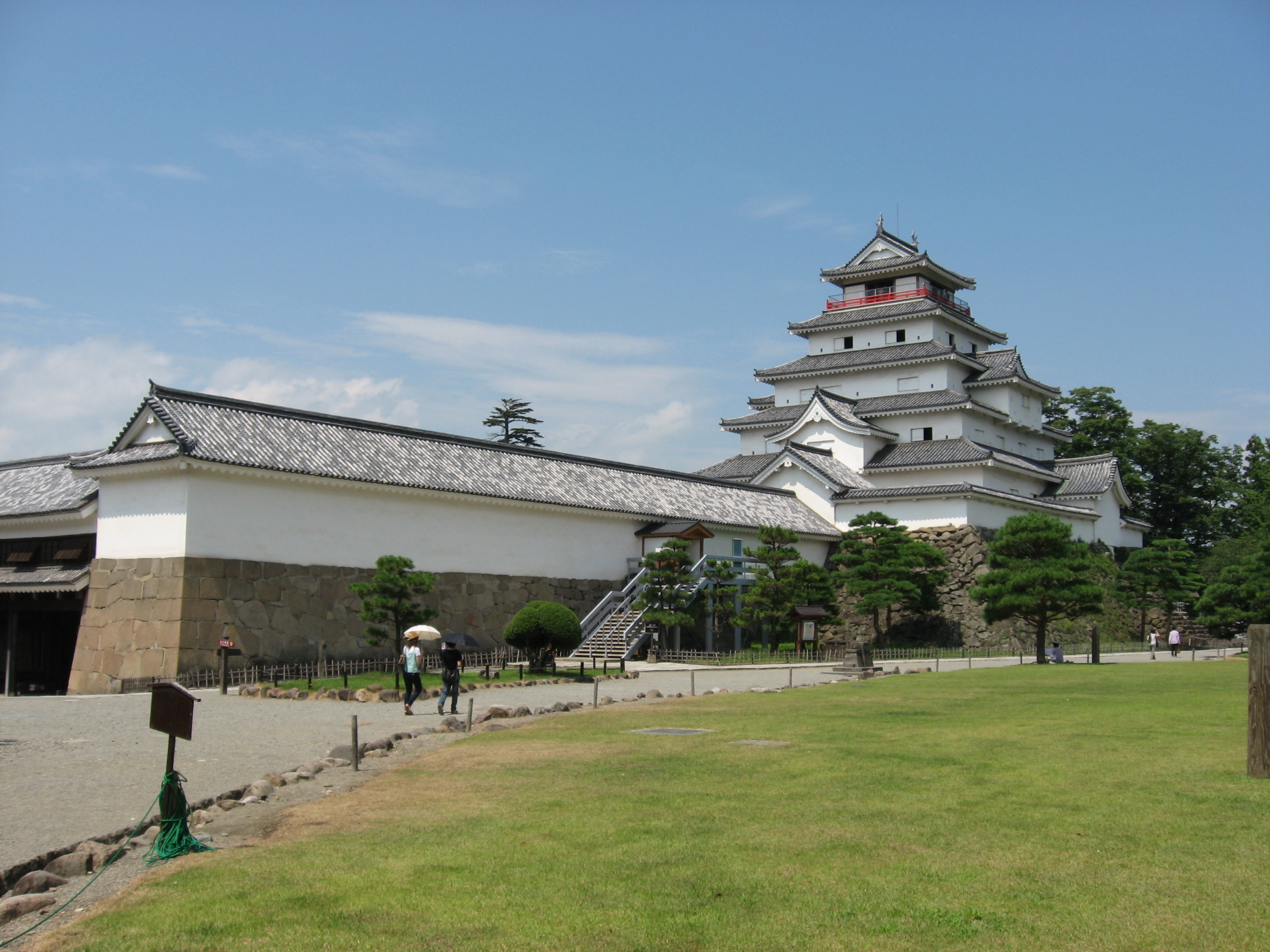
Castelo de Aizuwakamatsu, Japão

O Castelo de Aizuwakamatsu (em japonês 会津若松城 Aizuwakamatsu-jō) também conhecido como Castelo de Tsuruga (鶴ヶ城 Tsuruga-jō), localiza-se no centro da cidade de Aizuwakamatsu, na província de Fukushima, no norte do Japão.

## História
O castelo foi construído por Ashina Naomori em 1384. Denominado como Castelo Kurokawa (黒川城 Kurokawa-jō), constitui o centro militar e administrativo da região de Aizu até 1868.
Date Masamune, o maior senhor-da-guerra da área de Tohoku, lutou contra o clã Ashina durante anos, capturando o castelo em 1589. Mas cedo se submeteu a Toyotomi Hideyoshi e abdicou do castelo em 1590.
Em 1592 um novo senhor, Gamo Ujisato, redesenhou o castelo e deu-lhe o nome de Castelo Tsuruga, apesar de a população a ele se referir como Castelo Aizu ou Castelo Wakamatsu.
Durante o período Edo foi aqui que assentou o daimiô do Han de Aizu. O fundador foi Hoshina Masayuki, o filho do shogun Tokugawa Hidetada e neto de Ieyasu, ele e os seus sucessores voltaram a utilizar o nome Matsudaira. O castelo foi uma importante fortificação do xogunato Tokugawa na região de Tohoku em Honshu.
O castelo foi cercado durante a Guerra Boshin, em 1868. Passado um mês de isolamento Matsudaira Katamori rendeu-se e o castelo foi destruído pelo novo governo em 1874.
Tenshu, a maior torre do castelo, foi reconstruída em 1965, existindo no seu interior um museu e, no topo, um miradouro.